# Carlo Massarini
Carlo Massarini (n. 18 octombrie 1952, La Spezia, Liguria, Italia) este un jurnalist și prezentator de televiziune italian.